# Lena Gorelik

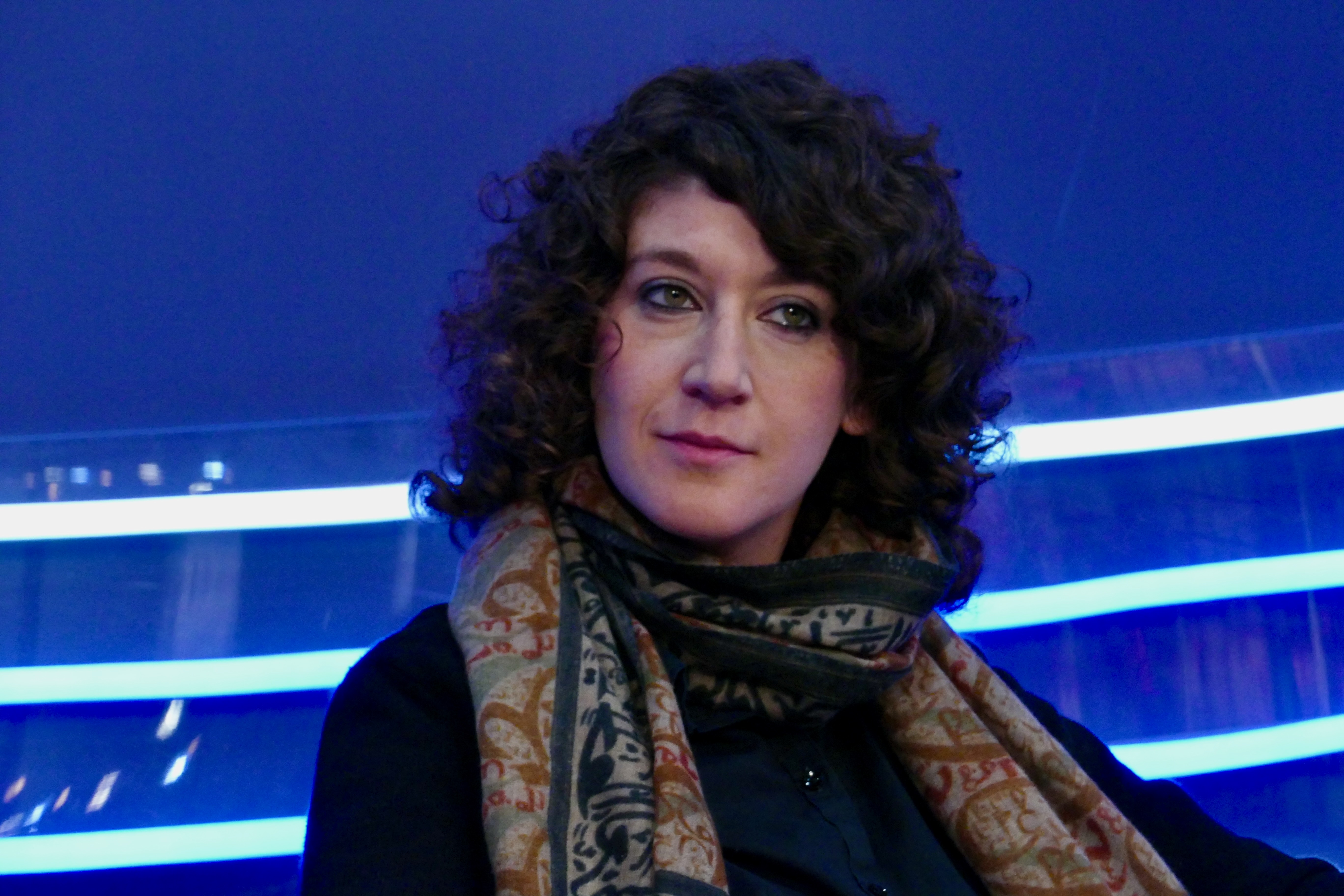
Lena Gorelik (2017)

Lena Gorelik (geboren am 1. Februar 1981 in Leningrad, Sowjetunion) ist eine deutsche Journalistin und Schriftstellerin. Zu ihren Werken, für die sie mehrfach ausgezeichnet wurde, zählen Meine weißen Nächte (2004) und Die Listensammlerin (2013).

## Leben
Lena Gorelik wurde 1981 in Leningrad (seit 1991 wieder Sankt Petersburg) als zweites Kind russischer Eltern geboren, sie hat einen älteren Bruder. Sie wanderte 1992 zusammen mit den Eltern, der Großmutter und ihrem Bruder als jüdischer Kontingentflüchtling nach Deutschland ein. Die Familie musste zunächst achtzehn Monate in der Baracke einer Flüchtlingsunterkunft in Ludwigsburg leben. Gorelik ist in Stuttgart aufgewachsen und zur Schule gegangen.
Gorelik erhielt ihre Ausbildung zur Journalistin an der Deutschen Journalistenschule in München. Anschließend absolvierte sie den Masterstudiengang Osteuropastudien an der Ludwig-Maximilians-Universität München. Von 2006 bis 2007 studierte sie Politik an der Hebräischen Universität von Jerusalem, wo sie parallel Hebräisch und Arabisch lernte.
Gorelik lebt in München, ist verheiratet und hat 2 Söhne.

## Wirken
Gorelik veröffentlicht sowohl belletristische als auch wissenschaftliche Texte und Reiseliteratur. Gorelik ist Mitglied der Autorenedition Sarabande. Sie verfasst Beiträge für Deutschlandradio Kultur und schreibt zudem regelmäßig über aktuelle politische und gesellschaftliche Themen, u. a. in der Süddeutschen Zeitung, der ZEIT und im Magazin des schweizerischen Tages-Anzeigers.
Bereits mit ihrem ersten Roman Meine weißen Nächte gelang ihr der literarische Durchbruch, für den sie 2005 den bayerischen Kunstförderpreis erhielt. Ihr Roman Hochzeit in Jerusalem, der 2005 erschien, wurde für den Deutschen Buchpreis nominiert.
In ihrem 2012 erschienenen Buch Sie können aber gut Deutsch! setzt sie sich mit Migration auseinander, schildert die Erfahrungen von Migranten angereichert mit persönlichen Erlebnissen. Besonders setzt sie sich mit Thilo Sarrazins 2010 erschienenem Buch Deutschland schafft sich ab auseinander, das sie in den wesentlichen Punkten widerlegt.
Im Roman Die Listensammlerin, der 2013 erschienen ist, setzt sich die Autorin mit ihrer russischen Heimat auseinander und beschreibt den Alltag einer jungen Emigrantin aus der Sowjetunion, die gerne Listen anlegt. Diese entdeckt über die Zeit, dass ein Bruder ihrer Mutter ebenfalls gerne Listen angelegt hat; dieser Bruder wird aber selten erwähnt, da er in der Sowjetunion politisch in Ungnade gefallen ist und nicht nach Deutschland mitkommen konnte.
Ihr 2017 erschienener Jugendroman Mehr Schwarz als Lila wurde für die Bühne adaptiert und 2021 beim Münchner Marstall aufgeführt. Der Inhalt des Romans beschreibt die Gruppendynamik zwischen 3 Jugendlichen, 2 Mädchen und einem Jungen, ihre Gefühle und ihren Alltag. Diese Dynamik führt zu einem Kuss zweier der Jugendlichen während einer Schülerfahrt in Auschwitz, dieser wird überregional bekannt und missinterpretiert, da er aus der Beziehung der Jugendlichen heraus entstanden ist und kein politisches Statement ist.
In ihrem 2021 erschienenen autobiografischen Roman Wer wir sind thematisiert Gorelik ihre Emigration. Im Roman werden Alltagsgegenstände wie ein sowjetisches Schulheft zu Metaphern der Immigration. Im Roman entwickelt Gorelik eine Sprache, die den Gegenständen der Einwanderung und den mit ihr verbundenen Verlusten gerecht zu werden versucht. Zentral verhandelt der Roman beispielsweise die Frage, was man einpackt und was man zurücklässt, wenn man per Zugreise ein neues Leben beginnt, und letztlich auch die Frage, wie man die Geschichte solcher schwerer Entscheidungen literarisch erzählt.

## Auszeichnungen
- 2001: Scheffelpreis[12]
- 2005: Bayerischer Kunstförderpreis für Meine weißen Nächte
- 2007: Nominierung zum Deutschen Buchpreis mit Hochzeit in Jerusalem
- 2009: Ernst-Hoferichter-Preis gemeinsam mit Matthias Politycki
- 2009: Förderpreis zum Friedrich-Hölderlin-Preis der Stadt Bad Homburg
- 2012: Literaturstipendium des Freistaats Bayern[13] für Die Listensammlerin
- 2014: Buchpreis Familienroman der Stiftung Ravensburger Verlag[14] für Die Listensammlerin
- 2020: Gorelik wird Ordentliches Mitglied in der Abteilung Literatur der Bayerischen Akademie der Schönen Künste[4]
- 2022: Literaturpreis „Text & Sprache“[15]
- 2022: Poetikdozentur neue deutsche Literatur der Leibniz Universität Hannover und des Literaturhaus Hannover[16]
- 2023: Marieluise-Fleißer-Preis[17]
- 2024: Heinrich-Mann-Preis[18]

## Werke

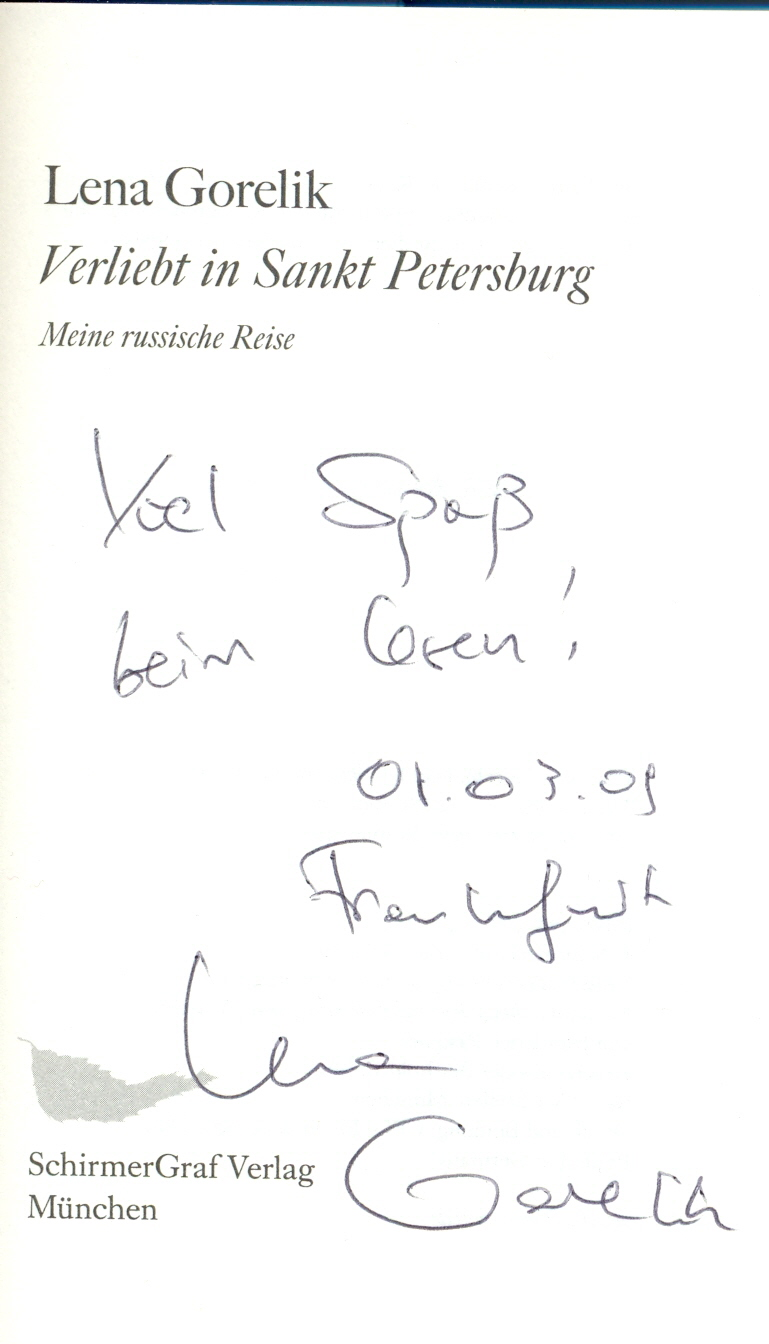
Autograph

- Meine weißen Nächte. Roman. Graf, München 2004, Taschenbuchausgabe: ISBN 978-3-453-35106-6.
- Hochzeit in Jerusalem. Roman. SchirmerGraf Verlag, München 2007, Taschenbuchausgabe: ISBN 978-3-453-35253-7.
- Verliebt in Sankt Petersburg. Meine russische Reise. SchirmerGraf Verlag, München 2008, ISBN 978-3-86555-054-5.
- Lieber Mischa ... Du bist ein Jude. Graf, München 2011, ISBN 978-3-86220-012-2.
- Sie können aber gut Deutsch! Pantheon Verlag, München 2012, ISBN 978-3-570-55131-8.
- Diese eine Frage. Literatur-Quickie. Probsthayn, Hamburg 2013, ISBN 978-3-942212-90-8.
- Die Listensammlerin. Rowohlt, Berlin 2013, ISBN 978-3-87134-606-4.
- Null bis Unendlich. Rowohlt, Berlin 2015, ISBN 978-3-87134-806-8.
- Unter dem Baumhaus. Rowohlt Rotation, Berlin 2016, ISBN 978-3-644-12271-0.
- Mehr Schwarz als Lila. Rowohlt, Berlin 2017, ISBN 978-3-87134-175-5.
- Wer wir sind. Roman. Rowohlt, Berlin 2021, ISBN 978-3-7371-0107-3.
- Als Herausgeberin zusammen mit Miryam Schellbach und Mirjam Zadoff: Trotzdem sprechen. Ullstein, Berlin 2024, ISBN 978-3-55020-304-6.[19]

## Übersetzungen
- Lena Muchina: Lenas Tagebuch. Leningrad 1941–1942. Zusammen mit Gero Fedtke aus dem Russischen übersetzt und mit Vorwort, Nachwort sowie Anmerkungen versehen. Graf, München 2013, ISBN 978-3-86220-036-8.